# Bartłomiej Zdaniuk
Bartłomiej Aleksander Zdaniuk né en 1975, est un  politologue et diplomate polonais.
Professeur universitaire et maître de conférences à la Faculté des sciences politiques et des études internationales de l'Université de Varsovie.
Ambassadeur de la République de Pologne en Moldavie de 2017 à 2022 et au Sénégal de 2023 en 2024.

## Biographie
Diplômé de l'institut des sciences politiques de l'Université de Varsovie en 1999. En 2001, il étudie également à l'institut d'études politiques de Paris (Sciences Po Paris).
Après avoir obtenu son diplôme, il a repris des activités académiques à son alma mater, atteignant le poste de professeur adjoint. En 2003, il a soutenu sa thèse de doctorat sur Élections parlementaires en France de 1789 à 1914 (promoteur : Jan Baszkiewicz ). En 2016, il a obtenu son habilitation sur la base de l'étude Consolidation de l'État en République de Moldavie. Dans le cadre de ses recherches d'habilitation, il a mené de nombreuses études de terrain en Moldavie, notamment : entretiens d'experts avec des représentants de la politique, de la science, des médias, du gouvernement local et de la société civile. Il était également boursier à l'Université de Bielce. En 2014 et 2016, il a participé aux missions d'observation de l'OSCE en Moldavie. Auteur de quatre monographies scientifiques (dont une en co-auteur), d'une trentaine d'articles, d'une cinquantaine de communications lors de conférences scientifiques internationales, ainsi que de la traduction polonaise de trois autres publications de livres initialement publiées en français. Il est actif au sein de l'Association internationale de science politique (IPSA),.
En septembre 2017, il a été nommé ambassadeur de la République de Pologne en Moldavie (pl). Le 18 octobre 2017, il a présenté ses lettres de créance au président de la République de Moldavie, Igor Dodon, et a officiellement commencé son service diplomatique. Il a terminé son mandat le 28 février 2022.
En 2021, il a reçu un doctorat honorifique de l'Université d'État de Moldavie.
Le 30 novembre 2022, il est nommé ambassadeur de la République de Pologne au Sénégal,,, également accrédité en Guinée, Guinée-Bissau, Gambie, Cap-Vert, Burkina Faso, Mali et en Côte d'Ivoire. Il a pris ses fonctions le 2 février 2023. Il a officiellement commencé son mandat le 14 mars 2023. Il a terminé son mandat en juillet 2024,.

## Publications sélectionnées
- Consolidation de l'État en République de Moldavie, Varsovie : Faculté de journalisme et de sciences politiques. Université de Varsovie, 2016, (ISBN 9788365497079) .
- Constitution de la République de Moldavie [Constituţia Republicii Moldova], introduction et traduction du roumain, Varsovie : Maison d'édition Sejm, 2014, (ISBN 9788376663531) .
- Histoire jusqu'en 1918. Perspective culturelle et civilisationnelle , Varsovie 2014 [co-auteur : Wojciech Jakubowski et Mariusz Włodarczyk].
- Élections législatives en France 1789-1914 : le problème de la représentativité du scrutin, Varsovie : Aspra-Jr, 2005, (ISBN 8389964198) .